# Syagrus
Syagrus és un gènere de palmeres (Arecaceae) i són plantes natives d'Amèrica del Sud. Conté unes 25 espècies.

## Distribució
A Amèrica del Sud i les Petites Antilles. Al Brasil n'hi ha unes 22 espècies.

## Descripció
Són palmeres amb una sola tija (estípit) o moltes tiges o bé sense tija o amb el tronc subterrani. S. oleracea arriba a fer 36 m d'alt.

## Hàbitat
les espècies sense tija viuen en zones àrides, la resta viuen a la selva, els boscos o altres hàbitats.

## Taxonomia
- Syagrus acaulis (Drude ex Mart.) Becc.
- Syagrus amara Mart.
- Syagrus bottryophora (Mart.) Mart.
- Syagrus cearensis Noblick - catolé/coco-viscoso
- Syagrus cocoides - piririma
- Syagrus comosa - coco babón
- Syagrus coronata (Mart.) Becc. - palma Licuri
- Syagrus × costae Glassman
- Syagrus duartei
- Syagrus flexuosa - ariri
- Syagrus glaucescens - palmerilla azul
- Syagrus graminifolia
- Syagrus harleyi
- Syagrus inajai
- Syagrus macrocarpa - maría rosa
- Syagrus x matafome - licuriroba
- Syagrus microphylla - ariri
- Syagrus oleracea - palmito amargo
- Syagrus petrea
- Syagrus picrophylla - licuri
- Syagrus pleioclada
- Syagrus pseudococos (Raddi) Glassman - coco amargo
- Syagrus romanzoffiana (Cham.) Glassman- chiriva, pindó
- Syagrus ruschiana
- Syagrus sancona H.Karst.
- Syagrus schizophylla (Mart.) Glassman - palma Arikury
- Syagrus vagans licurioba
- Syagrus werdermannii
- Syagrus yatay - palma yatay

## Ecologia
Les llavors de S. coronata i S. yatay són (o eren) l'aliment preferit dels macacos Anodorhynchus leari i Anodorhynchus glaucus, respectivament. La destrucció de moltes palmeres yatay en el riu Paranà es considera un factor clau en l'extinció del Anodorhynchus glaucus (del Hoyo et al. 1997).